# フランク・ヴェーデキント
フランク・ヴェーデキント（Frank Wedekind、1864年7月24日 - 1918年3月9日）は、ドイツの劇作家。本名はベンジャミン・フランクリン・ヴェーデキント（Benjamin Franklin Wedekind）。ドイツ表現主義の先駆者、不条理演劇の先駆者として評価されている。代表作に『春のめざめ』『地霊』『パンドラの箱』など。

## 経歴

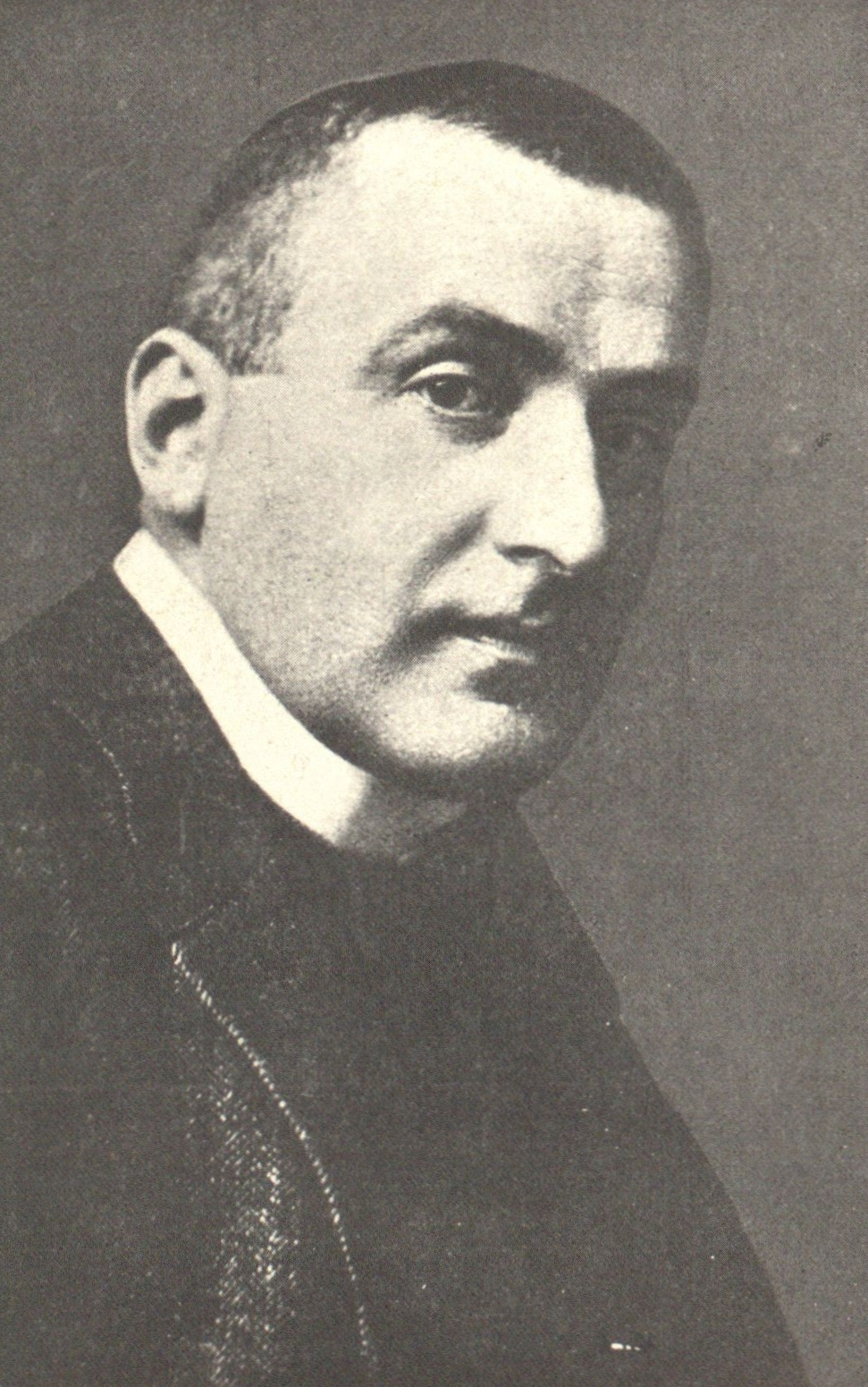
ヴェーデキント、死去の際にウィーンの新聞に使われた写真

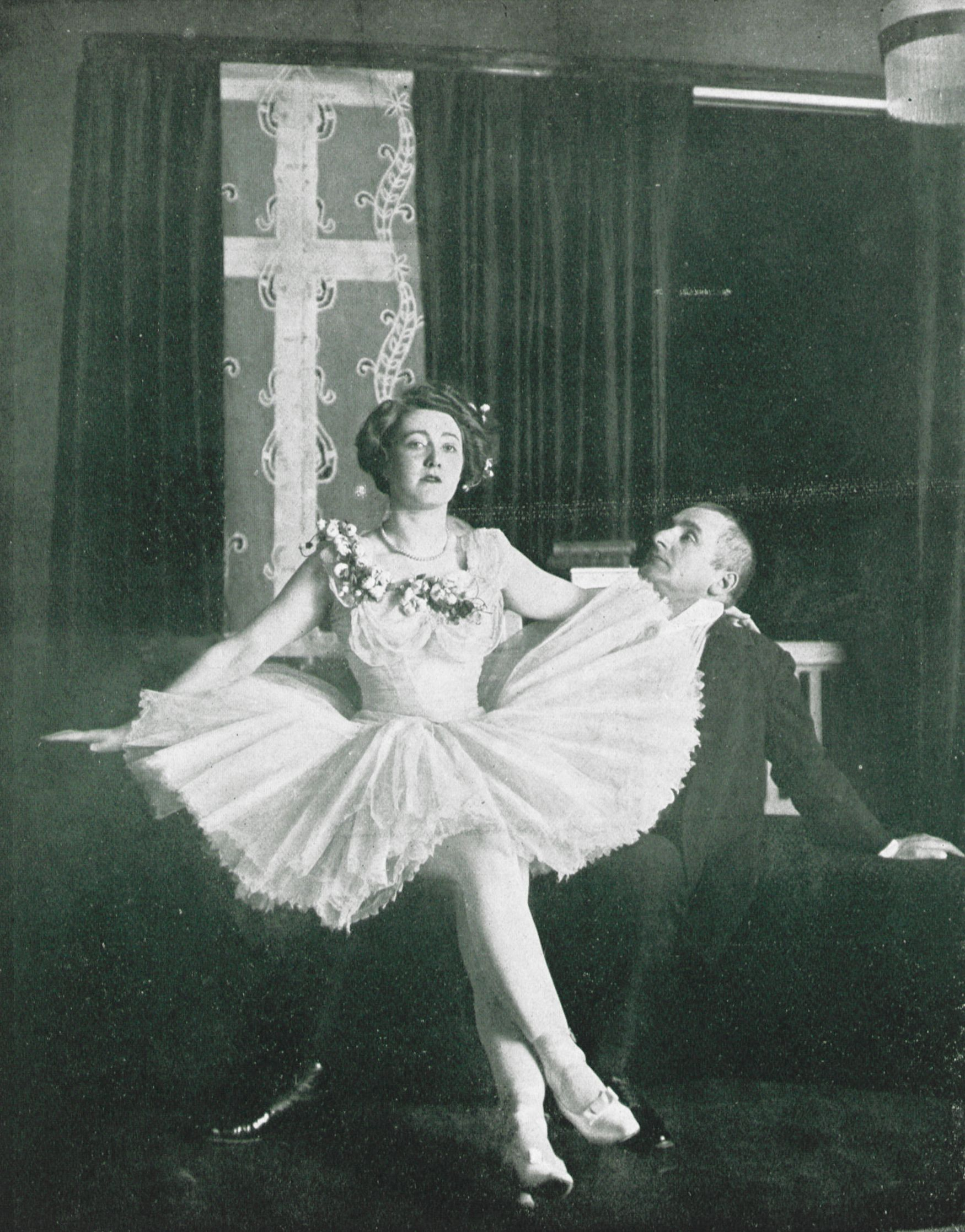
ヴェーデキントと妻ティリー、1910年撮影

ハノーファーで医師の父と女優の母のあいだに生まれる。父はかつてトルコ宮廷に仕え、三月革命後に国民議会の代議員を経験、その後アメリカに渡りサンフランシスコで15年間医業に携わっていた人物である。このためヴェーデキントはアメリカ国籍で、本名も父の敬愛するベンジャミン・フランクリンにちなんで名付けられたものであった。その父より20歳以上年下の母はアメリカで活動していたドイツ系スイス人の歌手で、ヴェーデキントの音楽的才能はこの母に負っている。夫妻は息子が生まれた1864年にドイツに戻り、1872年にスイスの城館を買ってここに移り住んだ。

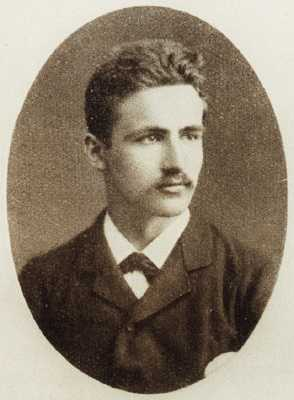
1883年のヴェーデキント

アーラウの州学校などを経て、1884年にローザンヌの大学でドイツ文学およびフランス文学を学ぶ。しかし同年中に父の意向を受けてミュンヘンの大学に移り、ここで法学を勉強するが中途で打ち切った。作家活動に興味を持っていたが父の反対に会い、ジャーナリスト、調味料会社マギー（現在のネスレ）の宣伝部員と職を変えながらボヘミアン的生活を送る。この間にミュンヘンやチューリヒの文学サークルに出入りし、当時起こっていた自然主義文学に触れるが、自然主義とは早くから訣別する。特にこの頃に知り合った自然主義の劇作家ハウプトマンに対しては終生反感を持ち続けた。
1888年、父が死んだことによって多額の遺産が入り、これによって作家生活の保証が得られる。1890年には代表作の一つ『春のめざめ』を完成するが、自然主義がもてはやされていた中でこの作品は受け入れられず、初演が行われるのは16年も後のことになった。1891年にパリに渡り、彫刻家ウィリー・グレトーアの秘書を務める。この仕事の関係で一時ロンドンにも渡った。パリではまたストリンドベリとも知り合っているが、ヴェーデキントはのちに彼の前妻フリーダ・ウールとの間に一子をもうけている。その後帰国して『地霊』（1896年）を書き上げるがこれも上演できず、一時はチューリヒを拠点として「コルネリウス・ミネハハ」という芸名の朗読家として活動した（主要演目はイプセンであった）。
1896年よりミュンヘン発刊の風刺雑誌『ジンプリチシムス』に「ヒエロニムス」の筆名でさかんに寄稿。1898年、「イプセン劇場」に役者兼演出家として契約し、『地霊』を各地で上演。母方の祖父の名である「ハインリヒ・カンメラー」を芸名として自らシェーン博士を演じる。しかしこの間、『ジンプリチシムス』に寄稿した皇帝ヴィルヘルム2世に関する諷刺詩が不敬罪に問われたため一時チューリヒに逃亡、1899年に結局ドイツに戻り翌年まで要塞禁固刑に服する。この逃亡と服役との間に『カイト公爵』を書き上げた。
服役後ミュンヘンに戻り、この地に文学者と交流、文学カバレット「十一人の死刑執行人」に参加し自作のバラッドをギターの弾き語りで披露する。またミュンヘンの劇場と契約し、1902年には『カイト公爵』を上演し自身でタイトルロールを演じる。1904年には『地霊』の続編『パンドラの箱』を完成させるが、猥褻文書として告訴され書物が押収される。しかし翌年よりニュルンベルクの親和劇場でヴェーデキント作品の連続上演が行われるなどして評価が進み始め、同年にはウィーンでもカール・クラウスの手によって『パンドラの箱』が上演されている。ここで出演したティリー・ネーヴェスにヴェーデキントはルル役の演技としてはじめて満足し、ウィーンの女優ベルテ・マリー・デンクとの婚約を解消して翌年彼女と結婚、のちに彼女との間に二児をもうけた。
以降の作品に『ヴェッターシュタイン城』『フランチスカ』など、第一次大戦中の晩年には『サムソン』『ビスマルク』『ヘラクレス』などの歴史大作を発表している。平和主義者であったヴェーデキントは大戦中も戦争にコミットする言説をおこなわず、必要最低限の愛国的発言をするにとどめた。1918年、虫垂炎再手術後に心臓衰弱と肺炎を起して死去した。

## 作風と影響

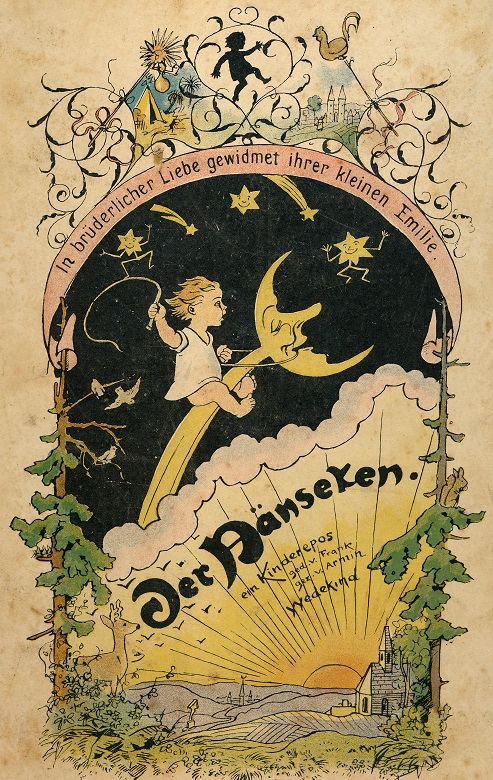
Der Hänseken. Ein Kinderepos, 1896

ヴェーデキントの活動初期はドイツにおける自然主義文学の勃興期にあたり、彼も早くから自然主義に触れたが、すぐに自分の性質の相容れないことに気づき距離を置いた。特に早くに知り合い嫌悪を抱き続けた自然主義演劇の旗手ゲアハルト・ハウプトマンとは作風のうえでも対置される。ヴェーデキントは誇張された表現を用いることを辞さず、登場人物の劇的性格を時にグロテスクなまでに強調し、その台詞は意思疎通のためにでなく、しばしば意志の通じ合わないことを暴き出すために書かれている。『春のめざめ』では青年期の性の抑圧を、『地霊』『パンドラの箱』（ルル二部作）では既成道徳から自由な女ルルを描きブルジョワ社会の欺瞞を攻撃したが、このために上演の遅れや出版停止などの憂き目をみることにもなった。
ヴェーデキントの活動はゲオルク・ビューヒナーから、のちの表現主義、現代演劇をつなぐ重要な位置にあり、特に後続の劇作家ベルトルト・ブレヒトは彼を敬愛し影響を受けている。ブレヒトは初期にヴェーデキントのバラッドの影響を受けた詩なども作っており、ヴェーデキントの死に際しては彼のバラッドをギターで弾き語りしながらレヒ河のほとりを歩きその死を悼んだという。
『ルル二部作』はアルバン・ベルクのオペラ『ルル』の原作としても知られる。『春のめざめ』はスティーヴン・セイターによって2006年にロック・ミュージカル化され好評を得た（春のめざめ (ミュージカル)参照）。このほかヴェーデキントは1903年に、閉ざされた環境で過ごす少女たちを手記の形で描いた幻想的な中編小説『ミネハハ』を書いており、これは2004年にフランス・ベルギーで『エコール』（原題は"Innocence"）として、2005年にイタリアにおいて『ミネハハ 秘密の森の少女たち』としてそれぞれ別個に映画化されている。
ティル・オイレンシュピーゲルを素材とした作品を書いたことがある。

## 主要作品

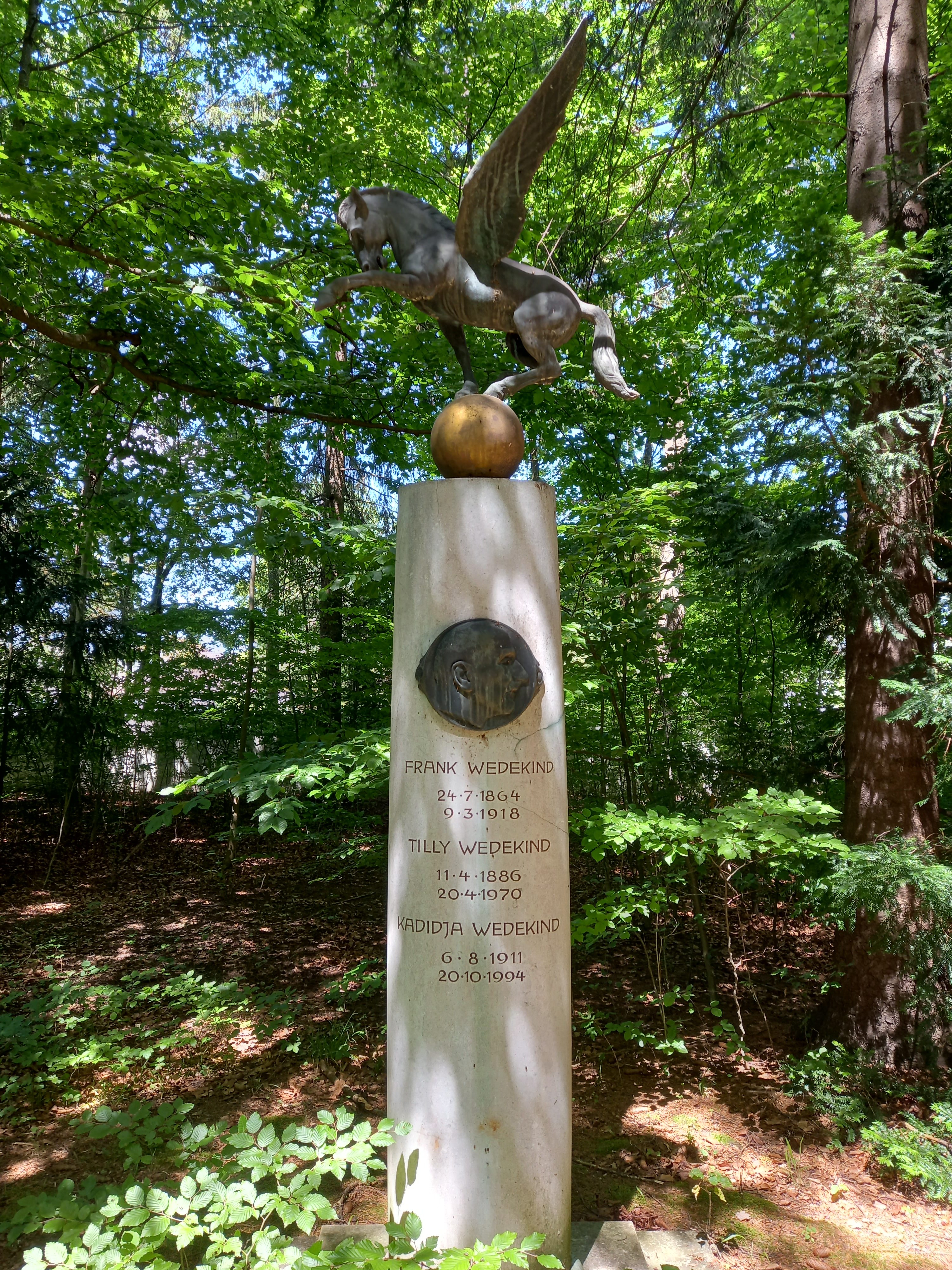
墓

- 墓春のめざめ (Frühlings Erwachen, 1891)
- 地霊 (Erdgeist (Earth Spirit, 1895)
- 宮廷歌手 (Die Kammersänger, 1899)
- カイト公爵 (Der Marquis von Keith, 1901)
- ミネハハ (Mine-Haha, 1903) ※小説
- ニコラ王 (König Nicolo oder So ist das Leben, 1902)
- パンドラの箱 (Die Büchse der Pandora, 1904)
- 音楽 (Musik, 1906)
- 検閲 (Die Zensur, 1907/1908)
- 死の舞踏 (Totentanz, 1908)
- ヴェッターシュタイン城 (Schloss Wetterstein, 1910)
- フランチスカ (Franziska, 1912)
- サムソン (Simson oder Scham und Eifersucht, 1913)
- ビスマルク (Bismarck, 1916)
- ヘラクレス (Herakles, 1917)

## 日本語訳

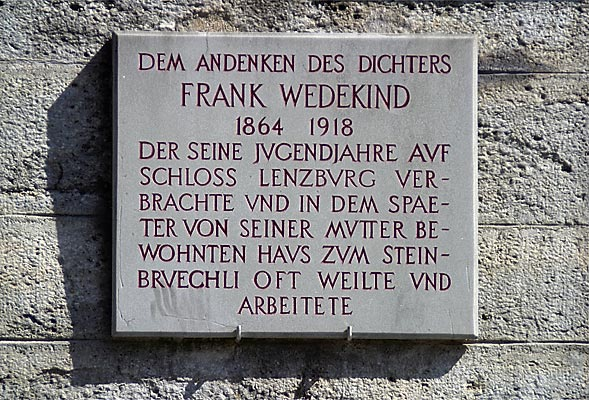
記念プレート

- 記念プレート『犠牲の女・肉の愛』深沢白人訳 横文邦訳文芸 第1編 泰平館書店 1914
- 『此れが人生だ! 戯曲』池田極外訳 牧民社 1914
- 『性の萌え出て』青山茂一訳 木下鉄馬 1924
- 『春のめざめ』野上豊一郎訳　東亞堂書房 1914。のち岩波文庫 1924、1927、1934。改訳版、角川文庫 1955
- 『春のめざめ』柴田咲二訳 新栄閣 1924
- 『春の目ざめ』野上豊一郎訳 世界文学全集35近代戯曲集 新潮社 1929
- 『春の目ざめ 附:演出ノート』野上豊一郎訳 学陽書房 1949（演出ノートは青山杉作著）
- 『春の目ざめ』川崎芳隆訳　三笠文庫 三笠書房 1951
- 『春のめざめ』菅藤高徳訳　河出文庫 河出書房 1955
- 『春のめざめ』酒寄進一訳　長崎出版 2009
- 『春のめざめ・地霊』河原万吉等訳 潮文閣 1927
- 『地霊・パンドーラの手筺』楠山正雄訳 近代劇全集 新潮社 1920
- 『地霊』楠山正雄訳 泰西戯曲選集07 新潮社 1923
- 『地霊』内垣啓一訳 現代世界演劇2 白水社 1971
- 『地霊、パンドラの箱―ルル二部作』岩淵達治訳 岩波文庫 岩波書店 1984。度々再版
- 『ミネハハ』市川実和子訳 リトルモア 2006
- 『カイト侯爵』吉田仙太郎訳 ドイツの世紀末03 ミュンヘン-輝ける日々 国書刊行会 1987
- 『聖地にて』吉田仙太郎訳 ドイツの世紀末03 ミュンヘン-輝ける日々 国書刊行会 1987
- 『世界戯曲全集 第16巻　独墺篇 6 ウエデキント・シユテルンハイム集』近代社：世界戯曲全集刊行会 1930
春のめざめ(菅藤高徳訳) 地霊(楠山正雄訳) パンドーラの箱(田村初太郎訳) 佝僂の巨人カアル・ヘツトマン・死と悪魔(久保栄訳) フランチスカ(桜田常久訳)